# Value for Money
Value for Money este un film de comedie britanic din 1955 regizat de Ken Annakin. Rolurile principale sunt interpretate de actorii John Gregson, Diana Dors, Susan Stephen și Derek Farr.

## Distribuție
- John Gregson - Chayley Broadbent
- Diana Dors - Ruthine West
- Susan Stephen - Ethel
- Derek Farr - Duke Popplewell
- Frank Pettingell - Primarul Higgins
- Charles Victor - Lumm
- Ernest Thesiger - Lordul Dewsbury
- Jill Adams - Joy
- Joan Hickson as Doamna Perkins
- Donald Pleasence - Limpy
- John Glyn-Jones - Arkwright
- Leslie Phillips - Robjohns
- Ferdy Mayne - chelner
- Charles Lloyd-Pack as Domnul Gidbrook